# 井口裕香 今日からコナミっ子
『井口裕香 今日からコナミっ子』（いぐちゆか きょうからこなみっこ）は、2006年4月6日〜12月28日に文化放送のラジオ番組『白石涼子の聞かなきゃ☆そん♪Song!』内で放送されていたミニ番組。パーソナリティーは井口裕香。

## 放送時間
- 文化放送 毎週木曜日26:40頃から約10分間

## コーナー
- 亀の甲より年の功 年の功より若さでgo go!
リスナーからの疑問・お悩みなどに井口が若者特有のノリで答えていくコーナー
- 叫んでギャップップ
リスナーが人前ではあまりいえないようなことを井口が代わりに叫ぶコーナー
- 井口だもの
- コナミっ子ミュニティー
コナミの情報をお届けするコーナー